# Caliphaea nitens
Caliphaea nitens – gatunek ważki z rodziny świteziankowatych (Calopterygidae). Endemit Chin.